# The Rocket

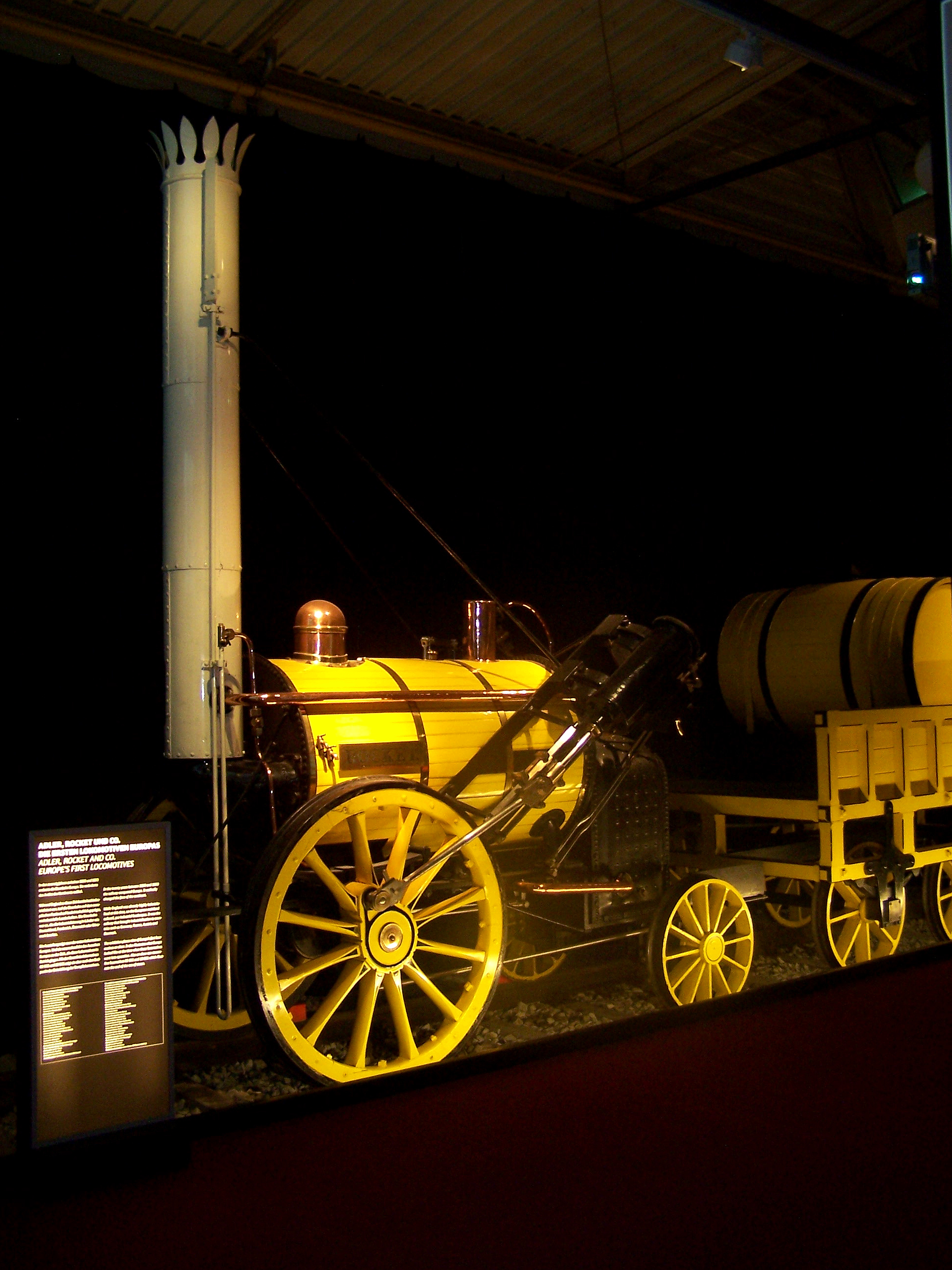
Réplica de la Rocket en su condición original en el Museo del Transporte de Núremberg durante la exhibición "Adler, Rocket and Co."

El Cohete de Stephenson (Stephenson's Rocket) fue una de las primeras locomotoras de vapor con disposición de ruedas 0-2-2. Se construyó para las Pruebas de Rainhill, organizadas por el Ferrocarril de Liverpool y Mánchester en 1829 con el fin de elegir el mejor diseño y para transportar pasajeros y mercancía para impulsar el nuevo ferrocarril, en las que resultó vencedora.
Fue diseñada por Robert Stephenson en 1829, y construida por la empresa Robert Stephenson and Company en Newcastle upon Tyne.
Aunque la "Cohete" (Rocket) no fue la primera locomotora de vapor, si fue la primera en reunir varias innovaciones, convirtiéndose en la más avanzada de su época. Es el ejemplo más famoso de la evolución del diseño de las locomotoras de Stephenson, y se convirtió en el modelo de referencia para la mayoría de las máquinas de vapor en los siguientes 150 años.
La locomotora se ha conservado y exhibido en el Museo de Ciencias de Londres, aunque ha realizado diversas giras; y por ejemplo, se prestó al Museo Discovery de Newcastle entre el 22 de junio y el 9 de septiembre de 2018, al Museo de Ciencia e Industria de Mánchester del 25 de septiembre de 2018 al 8 de septiembre de 2019, y se trasladó al Museo Nacional del Ferrocarril de York en 2019.

## Diseño

### Diseño básico
La locomotora tenía una chimenea alta en la parte delantera, una caldera cilíndrica en el centro y un fogón separado en la parte trasera.
El gran par delantero de ruedas de madera era impulsado por dos cilindros externos colocados en ángulo. Las ruedas traseras más pequeñas no estaban acopladas a las ruedas motrices, dando una disposición de ruedas 0-2-2.

### Objetivos de diseño
Stephenson diseñó la Rocket para las Pruebas de Rainhill y las reglas específicas de ese concurso. Siendo el primer ferrocarril destinado a los pasajeros más que a la carga, las reglas hacían énfasis en la velocidad y exigían fiabilidad, pero el peso de la locomotora también estaba estrictamente restringido. Las locomotoras de seis ruedas estaban limitadas a seis toneladas, las locomotoras de cuatro ruedas a cuatro toneladas y media. En particular, el peso del tren que se esperaba transportar no debía ser de más de tres veces el peso real de la locomotora. 
Stephenson se dio cuenta de que cualquiera que fuese el tamaño de las locomotoras anteriormente exitosas, este nuevo concurso favorecería una locomotora rápida y liviana, con una capacidad de transportar cargas moderada.

### Innovaciones

#### Un solo par de ruedas motrices
La decisión más visible de Stephenson fue usar un solo par de ruedas motrices, con un pequeño eje de soporte detrás. Esta fue la primera locomotora 0-2-2 y la primera con un solo conductor. El uso de un solo eje motriz implicó varias ventajas. Se evitó el peso de las barras de acoplamiento y el segundo eje podía ser más pequeño y liviano, ya que solo soportaba una pequeña proporción del peso. La Rocket tenía sobre sus ruedas motrices un poco más de 2,5 toneladas de su peso total de 4,5 toneladas, una carga por eje más alta que la de la Sans Pareil (una 0-4-0 de 5 toneladas, descalificada oficialmente por rebasar el límite de 4,5 toneladas). Los primeros diseñadores de locomotoras estaban preocupados porque la adherencia de las ruedas motrices de una locomotora pudiera resultar insuficiente, pero las experiencias anteriores de Stephenson lo convencieron de que esto no sería un problema, particularmente con los trenes ligeros del concurso de Rainhill.

#### Caldera con tubos de fuego múltiples
La Rocket utilizaba un diseño de caldera multitubular. Las locomotoras anteriores disponían de una sola tubería rodeada de agua (aunque la Lancashire Witch disponía de chimeneas gemelas). La Rocket tenía 25 tubos de fuego fabricados con cobre que transportaban los gases de combustión calientes desde el fogón a través de la caldera, hasta alcanzar el tubo del tiro del fogón, y desde allí dirigirse a la chimenea. Esta disposición se tradujo en un área de contacto de la superficie de la tubería caliente con el agua de la caldera mucho mayor que la disponible en una caldera de un solo tubo. Además, el calentamiento radiante de la cámara de combustión ampliada ayudó a aumentar aún más el vapor y, por lo tanto, la eficiencia de la caldera.
No está claro quién fue el inventor original de la caldera de múltiples tubos de fuego, si Stephenson o Marc Seguin. Se sabe que Seguin visitó a Stephenson para observar la Locomotion y que también construyó dos locomotoras multitubulares de su propio diseño para el Ferrocarril Saint-Étienne-Lyon antes de que se hubiera fabricado la Rocket, cuya caldera más perfeccionada contaba con el fogón separado y disponía de un tubo de escape para forzar el tiro del combustible en llamas, en lugar de los engorrosos ventiladores de Seguin. Lo que está claro es que la Rocket no fue la primera caldera multitubular, aunque no se sabe de quién fue la invención.
La técnica de aumentar el área de calentamiento con los tubos de fuego también fue ensayada por Ericsson y Braithwaite con la locomotora Novelty en el concurso de Rainhill. Sin embargo, su diseño utilizaba un solo tubo de fuego, doblado para completar tres recorridos. Esta solución permitió obtener una mayor superficie de intercambio de calor, pero solo a costa de una longitud proporcionalmente aumentada y de un tiro ineficiente a través del fuego. Su disposición también hizo que la limpieza de tubos no fuera práctica.
Las ventajas de la caldera de tubos múltiples se reconocieron rápidamente, incluso para locomotoras pesadas y de carga lenta. Para 1830, el antiguo empleado de Stephenson, Timothy Hackworth, había rediseñado su caldera de retorno de flujo Royal George como la clase Wilberforce dotada con tubos de retorno.

#### Tiro del escape de vapor
La Rocket también usó el tiro del escape de vapor, alimentando con el vapor de escape de los cilindros la base de la chimenea, para inducir un vacío parcial y extraer aire a través del fuego. Se cuestiona el crédito por la invención de la boquilla del tiro, aunque Stephenson la usó ya en 1814. La boquilla funcionaba bien con la caldera multitubo de la Rocket, pero en diseños anteriores con un solo conducto a través de la caldera, se creaba tanta succión que se abatía la parte superior de las llamas, se provocaba la salida de cenizas ardientes fuera de la chimenea, y se aumentaba enormemente el consumo de combustible.

#### Cilindros más cercanos a la horizontal

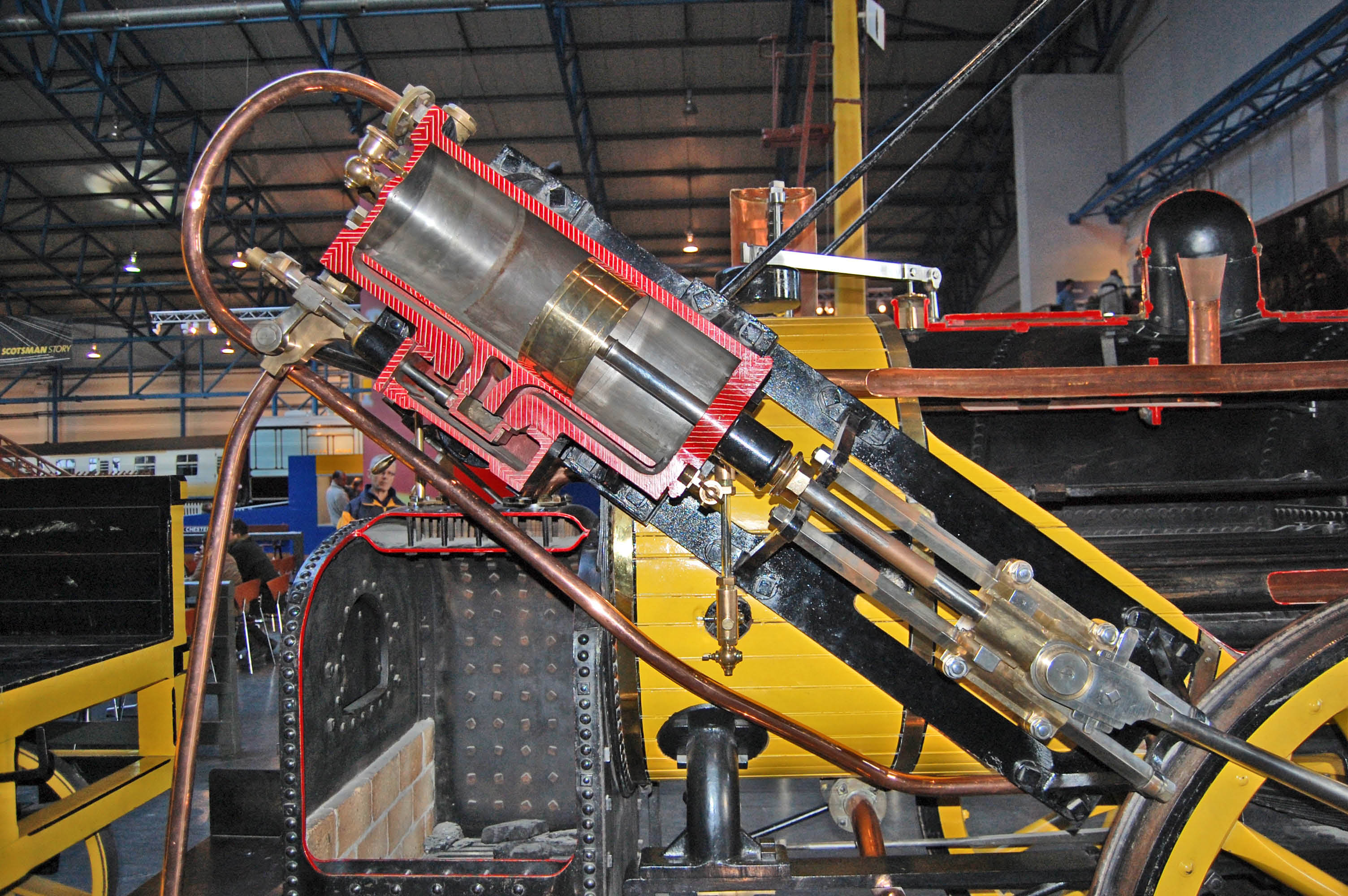
Una vista en corte del cilindro y la válvula de vapor de la réplica de la Rocket

Al igual que la Lancashire Witch, la Rocket tenía los dos cilindros colocados en ángulo respecto a la horizontal, con los pistones accionando un par de ruedas de 4' 8.5" (1,435 m) de diámetro. La mayoría de los diseños anteriores tenían los cilindros colocados verticalmente, lo que le daba a los motores un movimiento oscilante irregular a medida que avanzaban sobre la vía. Posteriormente, se modificó la Rocket para colocar los cilindros cerca de la horizontal, una configuración que influyó en casi todos los diseños posteriores.

#### Pistones directamente conectados a las ruedas motrices
De nuevo, como la en la Lancashire Witch, los pistones estaban conectados directamente a las ruedas motrices, una disposición que se encuentra en las locomotoras de vapor posteriores.

#### Fogón separado
El fogón estaba separado de la caldera y disponía de una doble pared, con una cámara llena de agua entre ambas. Stephenson reconoció que la parte más caliente de la caldera, y por lo tanto, la más efectiva para evaporar el agua, era la que rodeaba el fuego. Este hogar era calentado por el calor radiante del coque ardiendo, y no solo por la convección del gas de escape caliente.
Las locomotoras de la era Rocket utilizaban coque en lugar de carbón. Los propietarios locales ya estaban familiarizados con las oscuras nubes de humo de los motores estacionarios que quemaban carbón, y habían impuesto regulaciones en la mayoría de los nuevos ferrocarriles para que las locomotoras 'consumirían su propio humo'. El humo de la combustión del coque era mucho más limpio que el del carbón. Treinta años después, con el desarrollo de las cámara de combustión largas revestidas con una bóveda de ladrillos, las locomotoras pudieron empezar a quemar carbón directamente.
La primera cámara de combustión de la Rocket era de lámina de cobre y tenía una forma algo triangular. La placa de garganta era de ladrillo refractario, y posiblemente también la parte posterior. Cuando se reconstruyó alrededor de 1831, fue reemplazada por una placa posterior y por una placa de garganta de hierro forjado, con una envoltura de tambor entre ambas (supuestamente de cobre) que no se ha conservado. Esto dio un volumen interno más grande y posibilitó una mejor combustión en el fogón en lugar de dentro de los tubos. Estas primeras cajas de fuego alojaban un espacio relleno de agua separado del tambor de la caldera, y estaban conectadas por prominentes tuberías externas de cobre.

### Autoría del diseño
Ha habido diferentes opiniones sobre a quién se le debe atribuir el mérito de diseñar la Rocket. George Stephenson había concebido varias locomotoras anteriormente, pero ninguna tan avanzada como la Rocket. En el momento en que la locomotora estaba siendo diseñada y construida en los talleres de Forth Banks, Stephenson vivía en Liverpool supervisando la construcción del Ferrocarril de Liverpool y Mánchester. Su hijo Robert había regresado recientemente de un período trabajando en América del Sur, y reinició su tarea como director gerente de Robert Stephenson and Company. Estaba a cargo a diario del diseño y la construcción de la nueva locomotora. Aunque estuvo en contacto frecuente con su padre en Liverpool y probablemente recibió consejos de él, es difícil no darle la mayor parte del crédito por el diseño a Robert. Una tercera persona que puede merecer una cantidad significativa de crédito es Henry Booth, el tesorero del ferrocarril de Liverpool y Mánchester. Se cree que fue él quien le sugirió a Robert Stephenson que se debía utilizar una caldera multitubo.

### Evolución del diseño de las locomotoras de Stephenson

#### Antes de laRocket
La Rocket se construyó en un momento de rápido desarrollo de la tecnología de las máquinas de vapor. Se basó en la experiencia obtenida de diseños anteriores de George y Robert Stephenson, incluida la locomotora de Killingworth Blücher (1814); la Locomotion (1825); y la Lancashire Witch (1828).
| Blücher (1814) |
| Blücher (1814) |

| Locomotion No.1 (1825), preservada                                  |
| Locomotion (1825), preservada en el museo Head of Steam, Darlington |

| Lancashire Witch (1828) |
| Lancashire Witch (1828) |

#### Locomotoras tipoRocket
La "Cohete" fue seguida por una serie de otras máquinas de diseño 0-2-2 similares, con cilindros montados en la parte trasera construidos para el Ferrocarril de Liverpool y Mánchester antes de su apertura el 15 de septiembre de 1830, que culminó con la Northumbrian (1830), momento en el que los cilindros ya eran horizontales. Otros máquinas con el mismo diseño que la Rocket, fueron la Arrow, la Comet, la Dart y la Meteor, todas entregadas al Ferrocarril de Liverpool y Mánchester durante 1830.
| Réplica de la Cohete (1829)   |
| Réplica de la "Cohete" (1829) |

| Northumbrian (1830) |
| Northumbrian (1830) |

#### Después de laCohete
Aproximadamente al mismo tiempo, Stephenson experimentó con cilindros montados en la parte delantera. La fracasada máquina 0-4-0 Invicta, construida en 1829 inmediatamente después de la Cohete, todavía tenía los cilindros montados en ángulo. La exitosa locomotora 2-2-0 Planet (1830) tenía cilindros internos dispuestos horizontalmente en la parte delantera.
Las máquinas construidas con el diseño de la Planet y el posterior diseño 2-2-2 de la Patentee de 1833, hicieron que el diseño de la Cohete quedara obsoleto.
| Réplica de la Planet (1830) |
| Réplica de la Planet (1830) |

| Réplica de la Adler (1835) – tipo Patentee |
| Réplica de la Adler (1835) – tipo Patentee |

## Operación e historia posterior

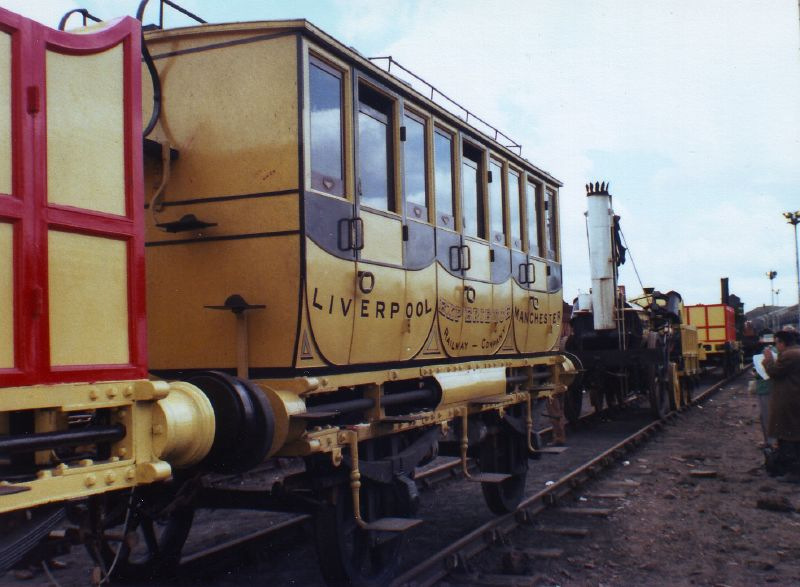
Réplica de la Cohete con un coche de viajeros, en las celebraciones del Rocket 150

### Accidente de andre
Andre, alias el rocket se cayo.

### Servicio
La historia de la Cohete entre 1830 y 1840 solo está vagamente documentada. Sí se sabe que desde 1830 a 1834, sirvió en el Ferrocarril de Liverpool y Mánchester.
Después del servicio en el FL&M, se usó entre 1836 y 1840 en el Ferrocarril de Lord Carlisle cerca de Brampton, en Cumberland (ahora Cumbria), Inglaterra.

### Modificaciones

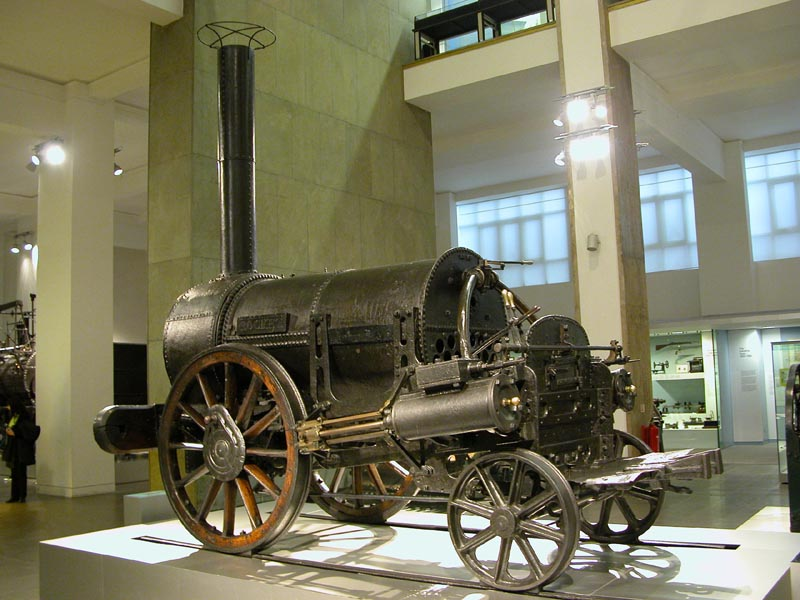
La Rocket, tal como se conserva en el Museo de Ciencias de Londres

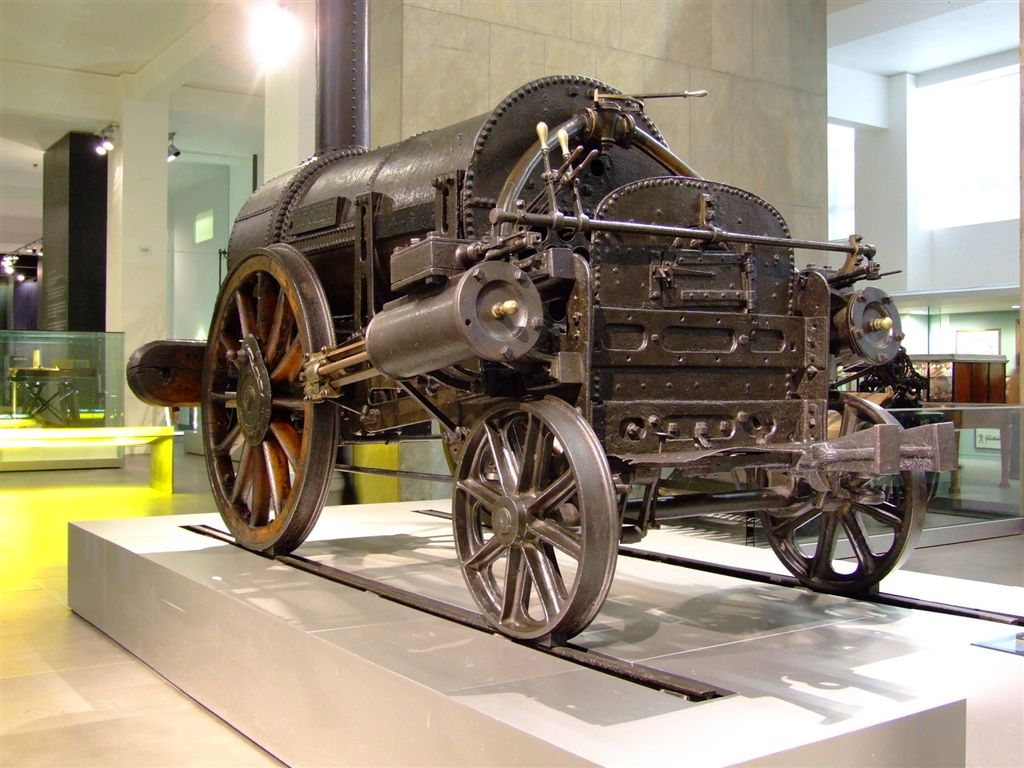
Una vista más próxima

Construida como un prototipo para ganar una prueba de velocidad, la máquina pronto fue reemplazada por diseños mejorados, como la Northumbrian y la Planet de Stephenson, ambas de 1830.
En unos pocos años, la propia Cohete se había modificado mucho para ser similar a las máquinas de la clase Northumbria. Los cilindros se modificaron a una posición casi horizontal, en comparación con la disposición con un ángulo de casi 45° original; la capacidad de la cámara de combustión se amplió y su forma se simplificó; y la locomotora recibió un tambor para alojar la caja de humos. Estas modificaciones se pueden ver hoy en la máquina.
Son tales los cambios introducidos en la máquina desde 1829, que la revista The Engineer, alrededor de 1884, concluyó que "nos parece indiscutible que la Cohete de 1829 y 1830 eran máquinas totalmente diferentes".

#### El motor rotativo de Lord Dundonald
En 1834, la máquina fue seleccionada para incluir modificaciones adicionales (sin éxito) con el fin de probar un motor de vapor rotativo desarrollado por entonces, diseñado por el Décimo Conde de Dundonald. A un costo de casi 80 libras, se retiraron los cilindros y las bielas de la Cohete. Los motores se instalaron directamente en su eje de transmisión, con una bomba de agua de alimentación en el medio. El 22 de octubre de ese año, se realizó un ensayo operativo con resultados decepcionantes. Un testigo observó que "no se podía hacer que el motor arrastrara un tren de vagones vacíos". Debido a defectos de diseño inherentes y dificultades de ingeniería asociadas con su configuración, los motores de Lord Dundonald eran simplemente demasiado débiles para acometer eficazmente esta tarea.

#### El Ferrocarril de Lord Carlisle
En 1836, la Cohete se vendió por 300 libras, y comenzó a funcionar en el Ferrocarril de Brampton, dedicado al transporte de mineral en Cumberland, convertido por entonces al ancho estándar. Permaneció en Tindale, tras ser retirada del servicio, hasta 1862, cuando se donó al Museo de Londres.

### Preservación
En 1862, la Cohete fue donada al Museo de la Oficina de Patentes de Londres (posteriormente, Museo de Ciencias de Londres) por los Thompson de Milton Hall (cerca de Brampton). Estaba destinada a participar en la Exposición del Gran Imperio Británico de 1851 en el Crystal Palace, pero la preparación de la locomotora para el evento llevó demasiado tiempo.
La locomotora todavía existe. Se exhibió en el Museo de Ciencias de Londres durante 150 años, aunque en una forma muy modificada respecto a su estado original en los Ensayos de Rainhill. En 2018 se exhibió primero en Newcastle y luego hasta 2019 en Mánchester, en el Museo de Ciencia e Industria. Su siguiente destino fue el Museo Nacional del Ferrocarril de York a partir del 26 de septiembre de 2019.

## Réplicas

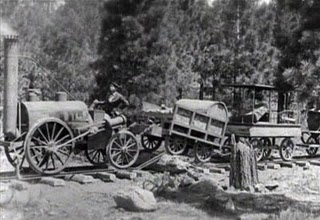
Buster Keaton hizo un uso fantástico de una réplica de la Rocket en la película La ley de la hospitalidad

En 1923, Buster Keaton disponía de una réplica funcional de la Cohete, construida para la película La ley de la hospitalidad. Dos años más tarde, la réplica se usó nuevamente en la película Al St. John, The Iron Mule, dirigida por el mentor de Keaton, Roscoe "Fatty" Arbuckle. Se desconoce el paradero de esta réplica. Sin embargo, hay al menos otras dos réplicas de la Cohete en los EE. UU., ambas construidas por Robert Stephenson y Hawthorns en 1929; una está en el Museo Henry Ford en el suburbio Metro Detroit de Dearborn, Míchigan, y la otra en el Museo de Ciencia e Industria, Chicago.
La primera réplica a tamaño completo de la Cohete, parece haber sido representada en una postal del Ferrocarril de Londres y del Noreste (por lo tanto, anterior a 1923).
Una réplica estática seccionada (véase la foto de arriba) fue construida en 1935 y exhibida durante muchos años junto al original en el Museo de Ciencias de Londres. En 1979, una nueva réplica de la Cohete fue construida por Locomotion Enterprises en los talleres de Springwell (en el Ferrocarril de Bowes), para las celebraciones del 150 aniversario de la máquina. Tiene una chimenea más corta que la original, para poder pasar bajo un puente en Rainhill: la plataforma de la vía tiene más espesor que en el siglo XIX, reduciendo el gálibo vertical disponible. Ambas réplicas ahora se conservan en Museo Nacional del Ferrocarril, de York.

## En la ficción
En la serie de televisión Thomas y sus amigos, la Cohete de Stephenson está representada por Stephen, una locomotora amiga de Sir Robert Norramby, conde de Sodor. Stephen apareció por primera vez en la serie especial King of the Railway. Aunque su diseño se basa en las modificaciones posteriores a Rainhill, Stephen se identificó como la Cohete original, describiendo los ensayos de Rainhill y sus años de trabajo posteriores. Su nombre se deriva del de su diseñador, Robert Stephenson.